# Dominic Raab
Dominic Rennie Raab (Buckinghamshire, Engeland, 25 februari 1974) is een Brits politicus van de Conservative Party en diplomaat. Hij was lid van het Lagerhuis voor Esher en Walton van 2010 tot 2024.
Raab was sinds 2015 opeenvolgend bewindspersoon in de kabinetten-Cameron II (2015–2016), May I (2016–2017), May II (2017–2019) en Johnson I (2019) en Johnson II (2019-2022). Hij was staatssecretaris voor Justitie van 2015 tot 2016, staatssecretaris voor Binnenlandse Zaken van 2016 tot 2017, onderminister voor Justitie van 2017 tot 2018, onderminister voor Huisvesting en minister voor Vertrek uit de Europese Unie in 2018, First Secretary of State en minister van Buitenlandse Zaken van 2019 tot 2021, en in 2021 en 2022 Deputy Prime Minister, Minister van Justitie en Lord Chancellor.
Hij keerde niet terug in het kabinet van Johnsons opvolger Liz Truss maar werd in het kabinet van haar opvolger Rishi Sunak op 25 oktober 2022 weer vice-premier en minister van Justitie. Hij nam op 21 april 2023 ontslag nadat een onderzoek had geconcludeerd dat hij zich schuldig had gemaakt aan pestgedrag.

## Biografie
Raab groeide op in Gerrards Cross, Buckinghamshire, als zoon van een Tsjechisch-Joodse vluchteling die in 1938 naar het Verenigd Koninkrijk was gekomen. Raab ging naar de Dr Challoner's Grammar School in Amersham en studeerde vervolgens rechten aan Lady Margaret Hall, Universiteit van Oxford. Na zijn afstuderen behaalde hij een mastergraad aan Jesus College, Universiteit van Cambridge. Hij ging eerst aan de slag als advocaat (solicitor) bij Linklaters in Londen. In de zomer van 1998 werkte hij bij de Universiteit van Bir Zeit voor een van de Palestijnse onderhandelaars van de Oslo-akkoorden om de projecten van de Wereldbank op de Westelijke Jordaanoever te analyseren.
In 2000 ging Raab aan de slag voor het ministerie van Buitenlandse Zaken en was onder meer leider van een team bij de Britse ambassade in Den Haag dat verantwoordelijk was voor het aanklagen van oorlogsmisdadigers. Na zijn terugkeer naar Londen adviseerde hij de regering op het gebied van het Arabisch-Israëlische conflict, de Europese Unie en Gibraltar. Tussen 2006 en 2010 was Raab stafsecretaris van de schaduwminister van Binnenlandse Zaken David Davis en schaduwstaatssecretaris voor Dominic Grieve (ministerie van Justitie).

## Parlement

### Cameron-Clegg coalitie(2010-2015)
In 2010 werd Raab met een ruime meerderheid (59% van de stemmen) gekozen als parlementslid in het veilig conservatieve district Esher and Walton in Surrey. Raab woont in Thames Ditton, onderdeel van zijn district. Sinds zijn verkiezing maakte hij zich sterk voor lokale diensten in Elmbridge, meer democratie in het bestuur van lokale ziekenhuizen in zijn district en meer zichtbare politie-aanwezigheid.
In het Huis van Afgevaardigden bekritiseerde hij de regering vanwege haar keus om deel te nemen aan de EU-richtlijn voor het Europees onderzoeksbevel in strafzaken. Hij maakte zich met succes sterk voor een evaluatie van de positievediscriminatieregels bij het ministerie van Buitenlandse Zaken, door te beweren dat blanke mannen uitgesloten waren, tenzij ze een achtergrond met een laag inkomen hadden.
In 2011 werd Raab door The Spectator uitgeroepen tot 'nieuwkomer van het jaar' bij de Parliamentary Awards.

#### Genderongelijkheid
In januari 2011 richtte Raab zijn pijlen op geslachtsdiscriminatie tegen mannen en jongens, waaronder bij het recht op ouderschapsverlof, in het onderwijs en hoe vaders zouden worden genegeerd in scheidingszaken. Hij stelde dat "van de wieg tot het graf, mannen aan het kortste eind trekken. Mannen draaien meer uren op het werk, gaan eerder dood maar gaan later met pensioen dan vrouwen". Hij werd hierop door de toenmalige minister voor Vrouwen en Gelijkheden Theresa May tijdens een debat in het parlement bekritiseerd op zijn obnoxious bigots opmerking, maar ze was het met zijn specifieke voorstel over vaderschapsverlof eens.. In 2013 bepleitte Raab de afschaffing van het Britse Equalities Office dat in zijn woorden ''nutteloos'' (oorspronkelijk: pointless) was, veel geld kostte en bureaucratie en regelzucht vergrootte.
In april 2011 bracht hij een - uiteindelijk niet aangenomen - initiatiefwetsvoorstel dat zou eisen dat bij stakingsstemmingen voor de nooddiensten een absolute meerderheid van de vakbondsleden nodig was.

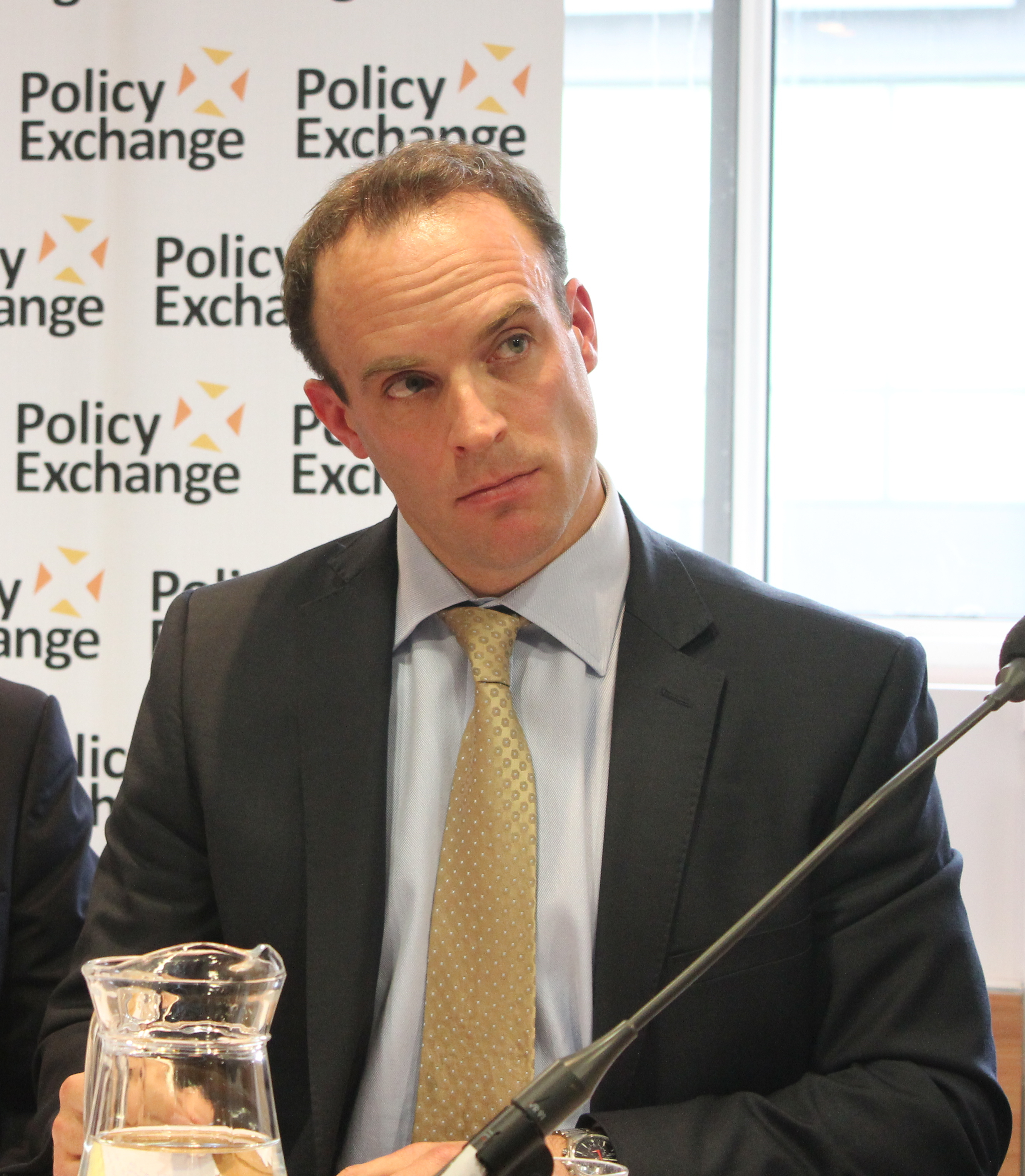
Raab in 2012

Op 7 maart 2012 opende Raab een debat in het Lagerhuis over Sergei Magnitsky en mensenrechtenschendingen, waarbij hij de regering opriep om met regelgeving te komen met als doel sancties op te leggen tegen mensenrechtenschenders. De motie werd breed gesteund en unaniem aangenomen.
In september 2012 werd bericht dat hij voor een positie als Lord Commissioner of the Treasury zou hebben bedankt.

### Kabinet-Cameron II(2015-2016)
Raab werd zonder problemen bij de Britse Lagerhuisverkiezingen van 7 mei 2015 herkozen. Vervolgens werd hij aangesteld als Parliamentary Under Secretary of State at the Ministry of Justice onder minister Michael Gove, verantwoordelijk voor vragen over mensenrechten.

### Kabinet-May I(2016-2017)
Na de interne wijzigingen in het kabinet van Theresa May verloor hij zijn positie en keerde hij terug naar de achterste bankjes in het Huis van Afgevaardigden als gewoon parlementslid.

#### De zaak-Miller
Op 3 november 2016 stelde Raab, na een beslissing van het Britse hooggerechtshof, dat het parlement moest stemmen over de intentieverklaring van de regering om de Europese Unie te verlaten, dat het Britse volk in het referendum eerder dat jaar "een duidelijk mandaat had afgegeven voor de regering om de Europese Unie te verlaten, en terug de controle te nemen over haar grenzen, wetten, geld en handel. Het is teleurstellend dat het hof vandaag heeft besloten hun beslissing te negeren." Hij stelde vervolgens dat de beslissing een "duidelijke poging was om Brexit tegen te houden, door mensen die hun contact met het land verloren hadden, en weigeren het besluit te accepteren. Echter, de beslissing om de Europese Unie te verlaten was duidelijk en ze moeten niet proberen het tegen te houden."

### Kabinet-May II(2017-2018)
Na de Britse Lagerhuisverkiezingen 2017 werd Raab benoemd tot junior minister voor het gerecht en justitie (Minister of State for Courts and Justice). In januari 2018 volgde nog een herrangschikking van het kabinet, en verhuisde Raab naar het ministerie voor huisvesting, gemeenschappen en lokaal bestuur.

#### Westminster-dossier
Eind oktober 2017 kwam een dossier over interne aanklachten van voornamelijk seksuele aard tegen tientallen conservatieve parlementsleden beschikbaar voor parlementsleden en journalisten. Raab schreef hierover dat zijn vermelding hierin een valse aanklacht betrof.

#### Immigratie
In 2018 stelde Raab dat immigratie verantwoordelijk was voor een stijging van de huizenprijzen van 'iets van 20%' over de afgelopen 25 jaar. De UK Statistics Authority vroeg hem zijn bewijs hiervoor te publiceren. Een document dat was uitgebracht door zijn eigen ministerie toont dat de bewering was gebaseerd op een achterhaald model dat nooit bedoeld was voor dit soort analyse.

#### Brexit-minister
Op 9 juli 2018 werd Raab na het vertrek van David Davis benoemd tot minister verantwoordelijk voor de uittreding van het Verenigd Koninkrijk uit de Europese Unie (Secretary of State for Exiting the European Union). Hij leverde zijn portefeuille in op 15 november, uit onvrede met het bereikte Brexitakkoord. Hij werd opgevolgd door Stephen Barclay.

### Kandidaat leiderschap van de conservatieve partij
Op 24 mei 2019 maakte premier Theresa May haar aftreden bekend als leider van de Conservative Party. Raab was een van de conservatieve politici die gekozen wilden worden als nieuwe leider van die partij én dientengevolge als de volgende premier van het Verenigd Koninkrijk. Bij de stemronde van 18 juni 2019 kwam Raab stemmen tekort en viel hij af als kandidaat.

### Kabinet-Johnson I en II (2019-2022)
Na zijn aantreden als premier van het Verenigd Koninkrijk op 24 juli 2019 benoemde Boris Johnson Raab tot minister van Buitenlandse Zaken. In 2020, tijdens de coronacrisis, werd Boris Johnson opgenomen op de intensive care. Raab nam vanaf 6 april 2020 de taken van de premier waar. Bij een herschikking van kabinetsposten (reshuffle) op 15 september 2021 werd Raab benoemd tot Minister van Justitie en Lord Chancellor. Ook werd hij vice-premier.  
In september 2022 werd hij door Johnson's opvolger Liz Truss niet opgenomen in haar kabinet.

### Kabinet-Sunak (2022-2023)
In het kabinet van Rishi Sunak werd Raab op 25 oktober 2022 benoemd tot vice-premier en minister van Justitie. Raab nam op 21 april 2023 ontslag nadat een onderzoek tot de conclusie had geleid dat hij zich als minister op zijn departement schuldig had gemaakt aan pestgedrag.
In mei 2023 maakte Raab bekend dat hij bij de volgende Lagerhuisverkiezingen niet herkiesbaar zou zijn. Zijn lidmaatschap van het Lagerhuis eindigde op 30 mei 2024 toen het parlement werd ontbonden in aanloop naar de Britse Lagerhuisverkiezingen op 4 juli .

## Relevante publicaties

### Burgervrijheden en justitie
- The Assault on Liberty – What Went Wrong with Rights (boek uit 2009). ISBN 0-007-29339-9.
- Fight Terror, Defend Freedom (pamflet uit 2010).
- "Control orders are a sideshow" (artikel uit 2011 in The Guardian).[39]
- Strasbourg in the Dock (pamflet uit 2011 met denktank Civitas).

### Gelijkheid, meritocratie en positieve discriminatie
- "Tick the double standards box now" (artikel uit 2011 in The Sunday Times over de Equality Act).[40]
- Unleashing the British Underdog: 10 Bets on the Little Guy (pamflet uit 2012 met het Centre for Policy Studies).[41]

### Overig
- After the Coalition (boek uit 2011 samen met vier andere parlementsleden. Raabs bijdrage richtte zich op het buitenlands beleid).[42]
- Escaping the Strait Jacket – Ten Regulatory Reforms to Create Jobs (pamflet uit 2011 met het Centre for Policy Studies).[43]
- Britannia Unchained (boek uit 2012 over diverse beleidsterreinen).

## Persoonlijk
Raab is getrouwd met Erika Rey, een Braziliaanse marketingdeskundige die werkt voor een IT-bedrijf. Ze hebben twee kinderen en wonen in Thames Ditton, Surrey.

## Voetnoten
1. ↑  Origineel: "from the cradle to the grave, men are getting a raw deal. Men work longer hours, die earlier, but retire later than women"
2. ↑  Origineel: "the British people gave a clear mandate for the UK Government to leave the EU and take back control of our borders, laws, money and trade. It is disappointing that today the court has chosen to ignore their decision"
3. ↑  Origineel: "a plain attempt to block Brexit by people who are out of touch with the country and refuse to accept the result. However, the vote to leave the EU was clear and they should not seek to obstruct it"

- Gemeinsame Normdatei: 1168473314
- International Standard Name Identifier: 0000 0000 6118 8116
- Library of Congress Control Number: no2009081349
- Nationale Bibliotheek van Israël: 987007320570005171
- Système universitaire de documentation: 144511827
- Virtual International Authority File: 88549223
- WorldCat: E39PBJkMGH3d7K9wktf8bWyWXd